# جون هولاند (ملحن)
جون هولاند (بالإنجليزية: John Holland)‏ هو ملحن أمريكي، ولد في 1944 في توليدو في الولايات المتحدة.